# Departamento de Santa Marta
El departamento de Santa Marta es un extinto departamento de Colombia. Fue creado el 5 de agosto de 1908 y perduró hasta el 1 de enero de 1910, siendo parte de las reformas administrativas del presidente de la república Rafael Reyes respecto a división territorial. El departamento duró poco, pues Reyes fue depuesto en 1909 y todas sus medidas revertidas a finales del mismo año, por lo cual las 34 entidades territoriales creadas en 1908 fueron suprimidas y el país recobró la división política vigente en 1905, desapareciendo entonces Santa Marta como departamento y siendo recreado el departamento del Magdalena.

## División territorial
El departamento estaba conformado por las provincias magdalenenses de El Banco, Padilla, Santa Marta y Valledupar.
Los municipios que conformaban el departamento eran los siguientes, de acuerdo al decreto 916 del 31 de agosto del año 1908:
- Provincia de Santa Marta: Santa Marta (capital), Ciénaga, El Cerro, El Piñón, Heredia, Pedraza, Pivijay, Pueblo Viejo, Remolino, Salamina y Sitionuevo.

- Provincia de Valledupar: Valledupar (capital), Chiriguaná, Chimichagua, Espíritu Santo, Robles, Valencia de Jesús y Villanueva.

- Provincia de El Banco: El Banco (capital), Guamal, Plato, Santa Ana, Tamalameque y Tenerife.